# Moravské sekerovité hřivny
Termínem sekerovité hřivny archeologové označují enigmatický fenomén velkomoravské hmotné kultury 9. a počátku 10. století v podobě železných prutů stylizovaných do tvaru dlouhých seker. Tyto archeologické nálezy se koncentrují především v oblasti někdejšího jádra Velké Moravy, tzn. v moravské části dnešní České republiky a na západním Slovensku. Objevují se však i na východě Slovenska, ve Slezsku  a též v Malopolsku, znám je poklad více než 4000 ks hřiven z Krakova. Mimo středoevropský region archeologové sekerovité hřivny registrují i ze středního toky řeky Volhy a Kamy na území dnešních republik Tatarstánu a Udmurtska, kde se objevují ve 4. a 5. stol. n. l. Vyskytují se též v jižním Norsku. V této oblasti je jejich výskyt nejčasnější – první nálezy se datují do rané doby železné. Přežívají zde také nejdéle, písemné zmínky o nich pocházejí ještě ze 13. století. Podobně stylizované železné pruty odkazující však k jiným typům seker jsou známy i ze Švédska.

## Pojmenování
Ačkoliv se pro tyto železné artefakty v české, slovenské a polské archeologii postupně vžil termín sekerovité hřivny (polsky: grzywny siekieropodobne) odkazující k chronologicky mladším stříbrným platidlům Kyjevské Rusi, jejich původní raně středověký název není znám. První archeologové zkoumající někdejší velkomoravská centra se v nich snažili rozpoznat praktické nástroje, označovali je proto jako tesařské sekerky, sekáčky, či úzká dláta. Jako o železných hřivnách o nich poprvé referuje archeolog Antonín Zelnitius zkoumající velkomoravské centrum ve Starém Městě u Uherského Hradiště. Pojmenování následně přebírá i archeolog Josef Poulík, který podobné artefakty objevuje v jednom z dalších významných dobových center v Mikulčicích. S nárůstem intenzity archeologických výzkumů po 2. světové válce a přibývajícími nálezy z dalších velkomoravských center se pak termín sekerovitá hřivna stává v archeologické obci běžně užívaným.
Otázka původního pojmenování artefaktů je nicméně stále otevřena. Dobový právní text Zákon sudnyj ljudem zachovává ve výčtu pokut za rozličné přestupky název lokální účetní jednotky s názvem stljaz, v níž jsou společně s váhou zlata pokuty vyměřeny. Vzhledem k předpokládané jazykové spřízněnosti původní staroslovanské formy *stьlęzь se slovy významově blízké dnešním slovům sekat, či rubat, existují názory, že se mohlo jednat i o původní raně středověké označení sekerovitých hřiven či měnové jednotky, kterou tyto artefakty reprezentovaly.

## Tvar a velikost

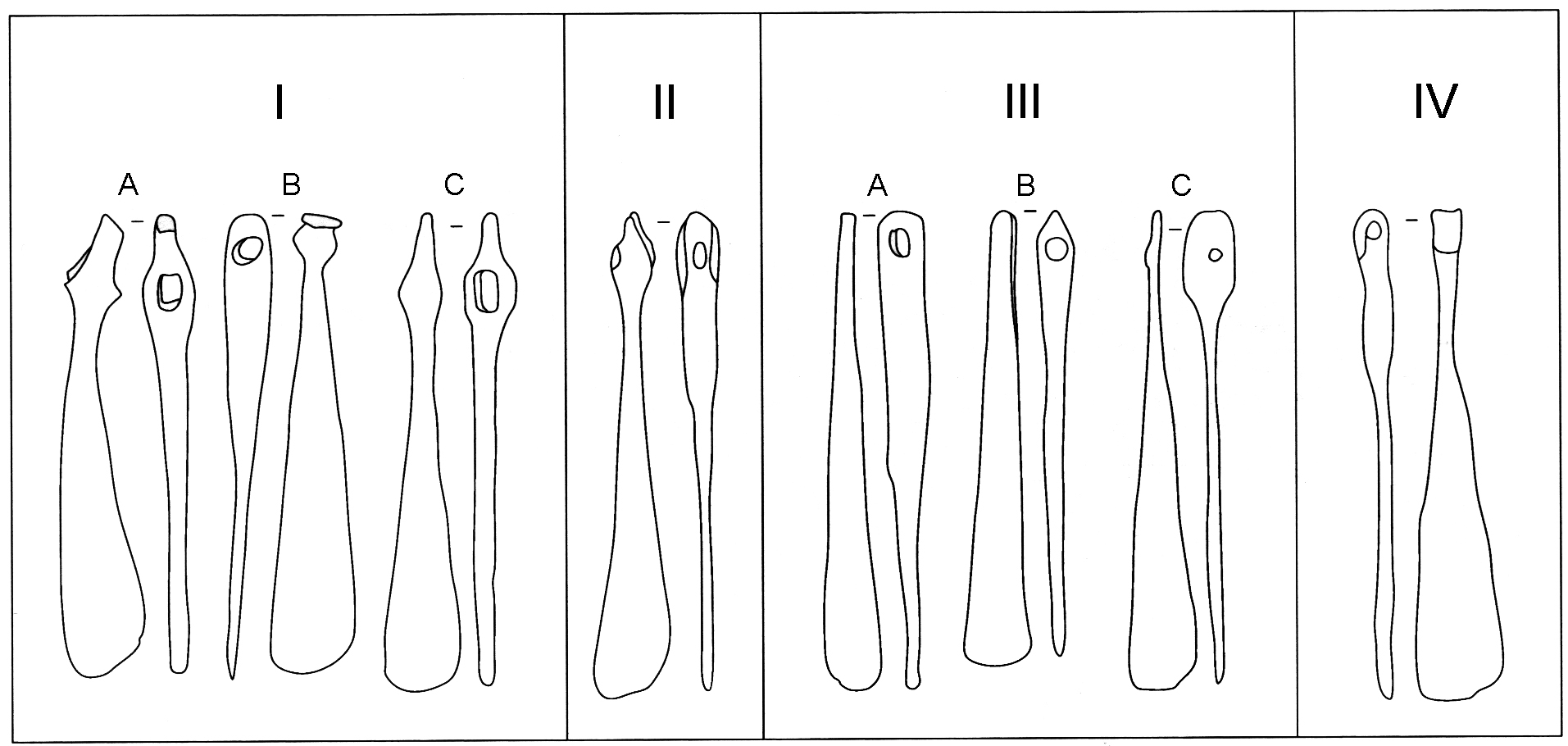
Tvarová typologie sekerovitých hřiven podle D. Bialekové a V. Turčana.

Materiálem pro výrobu sekerovitých hřiven byly čtyřhranné železné pruty různých velikostí. Jejich podstatná část byla roztepána v postupně se rozšiřující list imitující čepel dlouhé sekery. Oko sekery pak reprezentovala týlová část hřivny probitá průbojníkem. List však již neměl ostřenou a nauhličenou čepel a oko ve valné většině případů nebylo schopno udržet dřevěnou násadu. Délkově se hřivny pohybovaly v rozmezí od masivních kusů dlouhých téměř půl metru a vážících okolo 1 kg až po miniaturní exempláře o délce několik málo centimetrů a vážících jednotky gramů. Jejich charakteristickou délkovou a stylistickou rozmanitost se archeologové pokoušeli postihnout prostřednictvím několika typologií. Archeolog Radomír Pleiner rozlišuje tři délkové kategorie - hřivny velké (40 až 47 cm), střední (21 až 28 cm), malé (15 až 17 cm) a miniaturní (5 až 8 cm). Vzhledem k mnohem větší délkové a váhové variabilitě nálezů je však nutno toto členění považovat za orientační, spíše než odrážející někdejší standardizaci produkce. O klasifikaci na základě charakteru probití oček v týlových částech hřiven se pokusila archeoložka Darina Bialeková. Ta rozlišuje čtyři základní typy (které dále dělí na několik podtypů). Typ I je tvarově nejblíže původním předlohám a probití očka je doplněno vytažením bočních laloků původně sloužících pro stabilizaci dřevěné násady. Hřivny typu II jsou charakteristické zjednodušením řešení očka, původní laloky jsou už jen symbolicky naznačeny prožlabením týlové části v okolí probití. Toto prožlabení pak zcela mizí u hřiven  typu III, které jsou probity již jen zcela jednoduše, bez dalších dodatečných úprav. Hřivny typu IV pak již nejsou probity vůbec, ale očko týlové části je vytvořeno zahnutím prutu. Obě výše popsané typologie pak kombinuje nejnovější typochronologický model, který největší a reálným sekerám tvarově nejpodobnější kusy považuje za chronologicky nejstarší a další zjednodušování tvaru a zkracování délky vnímá jako paralelní důsledek postupné proměny jejich společenské a ekonomické funkce.

## Vývoj a funkce

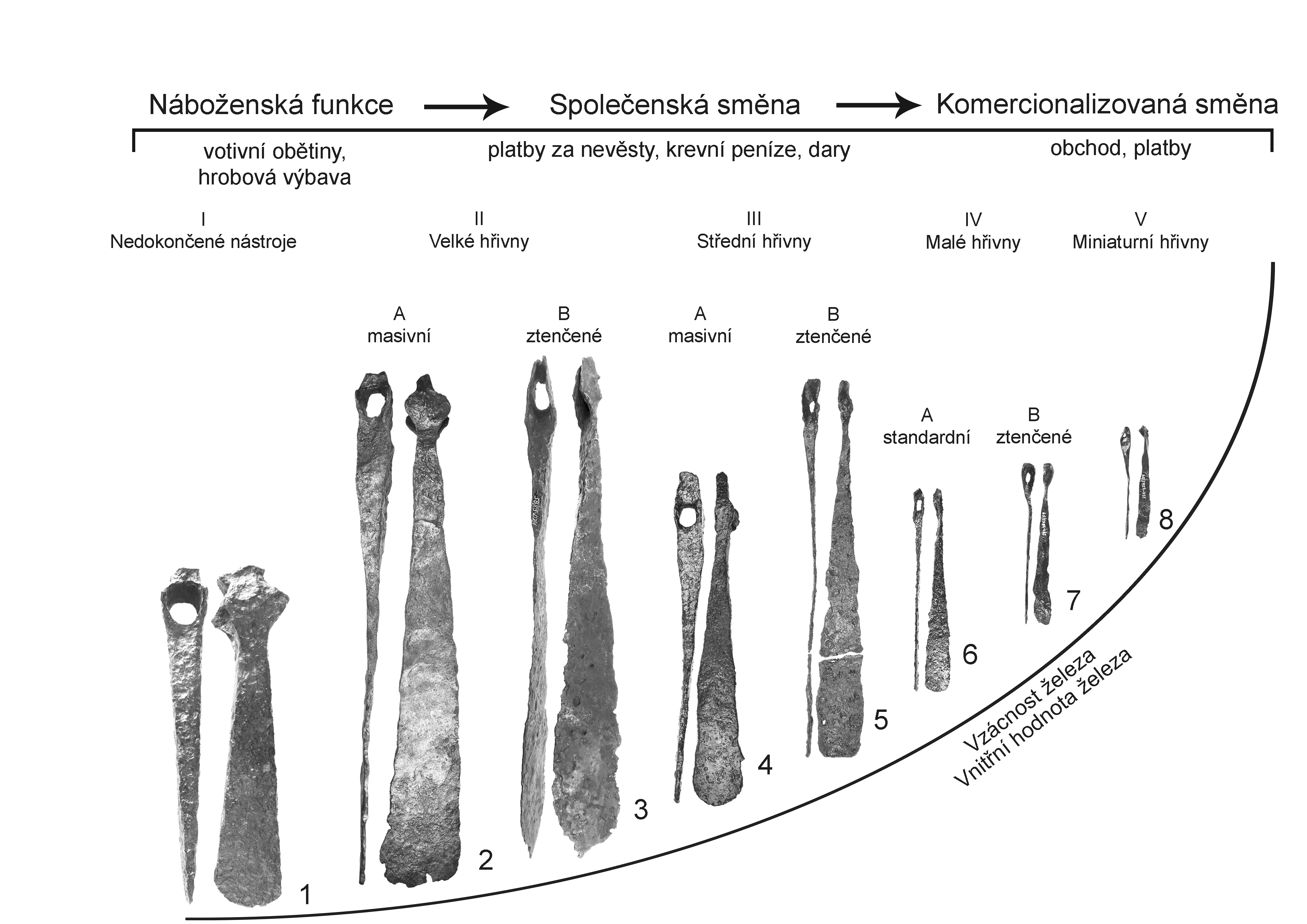
Schéma předpokládaného vývoje sekerovitých hřiven a proměny jejich funkce ve společnosti 9. století.

Původně archeologové uvažovali o sekerovitých hřivnách jako o praktických nástrojích či dokonce zbraních (objevil se i poměrně bizarní názor rozpoznávající ve stylizovaných železných prutech velkomoravský „bumerang“). Vzhledem k tvaru nevhodnému pro užití při jakékoliv řemeslné činnosti, stejně jako nevalné kvalitě vyhotovení čepelí hřiven, však byly tyto hypotézy brzy celkem oprávněně opuštěny. Jako argumentačně problematické se ukázaly i názory, že se jednalo o pouhé svérázné železné polotovary, které sloužily k lepšímu transportu železa z hutnických dílen do kováren, kde měly být dále zpracovány. Z velkomoravského období zatím neznáme kovárny, které by se přímo na hutích nacházely, stejně jako v dobových hutích nemáme dosud žádné doklady výskytu sekerovitých hřiven. Jejich experimentální výroba a následné zpracování navíc jednoznačně prokázaly, že jejich tvar je pro další zpracování zcela nevhodný a vede k citelným ztrátám železa. Současné bádání se tak přiklání k názoru, že se jednalo o regionální variantu tzv. primitivních peněz (novějším termínem společenských platidel), tedy předmincovních platidel, které mají množství analogií po celém světě. Podobné stylizované předměty zpravidla cirkulují v předkomerční ekonomice a slouží ke vzájemnému obdarování a platbám za účelem navázání, utužování, či nápravy vztahů mezi jednotlivci, rody, či celými komunitami. Příklady takových plateb mohou být např. platby za nevěsty, či krevní peníze (tzv. wergeld).
Kořeny vzniku sekerovitých hřiven jsou předpokládány v předkřesťanském období, kde nejspíše hrály specifickou roli sekery coby rituální obětiny či hrobové dary. Upozadění praktické funkce těchto seker na úkor jejich funkce symbolické společně s narůstající poptávkou po železe pravděpodobně vedlo k jejich postupnému zjednodušování až do fáze, kdy nabyly stylizovaného tvaru, z něhož již sekeru nebylo možné vytvořit. Tyto obtížně prakticky využitelné produkty pak začaly v dobové společnosti cirkulovat jako platidla a jejich menší varianty byly posléze integrovány i jako směnné médum rozvíjejícího se velkomoravského trhu. Z archeologických nálezů pak mizí v průběhu 10. století, tedy v době, kdy se hroutí Velká Morava a její ekonomický systém. Vyhodnocení některých lokalit však ukazují, že mohly cirkulovat ještě určitou dobu po pádu velkomoravské ekonomiky. Podíl na definitivním vymizení sekerovitých hřiven mohl mít i nástup mincovních ražeb, které přibližně v této době na Moravu pronikají.